# Daihatsu Challenge 1983
Daihatsu Challenge 1983 — жіночий тенісний турнір, що проходив на закритих кортах з килимовим покриттям Брайтонського центру в Брайтоні (Англія). Належав до Світової чемпіонської серії Вірджинії Слімс 1983. Відбувся вшосте і тривав з 17 жовтня до 23 жовтня 1983 року. Перша сіяна Кріс Еверт-Ллойд здобула титул в одиночному розряді й отримала за це 28 тис. доларів США.

## Фінальна частина

### Одиночний розряд
Кріс Еверт-Ллойд —  Джо Дьюрі 6–1, 6–1
- Для Еверт це був 5-й титул в одиночному розряді за сезон і 125-й — за кар'єру.

### Парний розряд
Кріс Еверт-Ллойд /  Пем Шрайвер —  Джо Дьюрі /  Енн Кійомура 7–5, 6–4
- Для Еверт це був 6-й титул за сезон і 7-й — за кар'єру. Для Шрайвер це був 13-й титул за сезон і 47-й — за кар'єру.

## Розподіл призових грошей
| Дисципліна       | П       | F       | ПФ     | ЧФ     | 1/8    | 1/16 |
| Одиночний розряд | $28,000 | $18,000 | $7,000 | $3,350 | $1,675 | $825 |